# Turn Up the Radio (песня Мадонны)
«Turn Up the Radio» — песня американской певицы Мадонны из её двенадцатого студийного альбома MDNA.
Композиция была написана Мадонной, Мартином Сольвейгом, Майклом Торджманом, Джейдом Уильямсом; продюсерами трека были Мадонна и Сольвейг. Песня выпущена в качестве третьего сингла из альбома, релиз которого состоялся 5 августа 2012 года в Великобритании. «Turn Up the Radio» сочетает в себе такие музыкальные жанры как поп и электроника.
Эта песня о силе музыки, Мадонна призывает слушателя на мгновение остановиться, чтобы оторваться от повседневного мира с помощью музыки.
В основном песня получила положительные отзывы музыкальных критиков, большинство из которых назвали её наиболее яркой в альбоме и похвалили её производство. Критики также похвалили песню как сингл, но в то же время некоторые из них раскритиковали шаблонность текста песни.
Сингл попал в чарты Южной Кореи и Японии до его официального релиза из-за больших скачиваний в интернете. Песня дебютировала с 39-й строчки в американском чарте Hot Dance Club Songs. В августе она стала 43-м хитом № 1 в чарте Hot Dance Club Songs, а Мадонна приблизилась к рекорду короля кантри Джорджа Стрейта по числу чарттопперов в любом хит-параде Billboard (Джордж Стрейт в 1981—2009 годах 44 раза возглавлял кантри-чарт Hot Country Songs).
Музыкальное видео к синглу было снято во Флоренции (Италия), режиссёром был Том Мунро. В видеоклипе изображается день из жизни Мадонны: певица превращает автомобильное спасание от папарацци в прогулку по Италии, во время которой подбирает с обочины привлекательно выглядящих мужчин. Видео получило общее признание среди критиков, которые хвалили его простоту и визуальные эффекты. Песня была включена в сет-лист тура The MDNA Tour. Для записи одного из ремиксов на сингл, сборник которых вышел 5 августа 2012, Мадонна объединилась с группой Far East Movement.

## История создания
«Turn Up the Radio» была написана Мадонной, Мартином Сольвейгом и певицей Sunday Girl.
Изначально песня, которую исполняла Sunday Girl, была написана для пятого студийного альбома Сольвейга Smash.
Однако композиция была отложена в пользу другой их совместной работы под названием «Let’s Not Play Games».
Несмотря на то, что трек не вошёл в альбом Сольвейга, он исполнял песню во время живых выступлений.
В июле 2011 года Мадонна пригласила Сольвейга в Лондон для написания текстов песен.
Во время этого процесса были спродюсированы три песни из альбома MDNA, в том числе «Turn Up the Radio».
11 апреля 2012 менеджер Мадонны Гай Озери с помощью системы Twitter ответил фанатам Мадонны, которые задавали вопросы о том, какая песня с альбома MDNA станет следующим синглом.
Он ответил, что «„Turn Up the Radio“, похоже, будет следующим синглом».
Согласно Digital Spy 5 августа сингл выйдет в Великобритании, в то время как в Германии он будет выпущен 17 августа 2012.
Мадонна объединилась с группой Far East Movement для записи ремикса на сингл, который вместе с другими ремиксами будет выпущен 5 августа 2012.

## Трек-лист и форматы
- Digital Remixes EP[8]

1. «Turn Up the Radio» (Offer Nissim Remix) — 7:28
2. «Turn Up the Radio» (Martin Solveig Club Mix) — 5:31
3. «Turn Up the Radio» (R3hab Remix) — 5:41
4. «Turn Up the Radio» (Madonna vs. Laidback Luke) featuring Far East Movement — 3:23

- Beatport Digital Remixes[9]

1. «Turn Up the Radio» (Offer Nissim Remix) — 7:28
2. «Turn Up the Radio» (Martin Solveig Club Mix) — 5:31
3. «Turn Up the Radio» (R3hab Remix) — 5:41
4. «Turn Up the Radio» (Madonna vs. Laidback Luke Alternative Remix) featuring Far East Movement — 6:02
5. «Turn Up the Radio» (Альбомная версия) — 3:46
6. «Turn Up the Radio» (Инструментальная версия) — 3:46